# Notiospathius bicolor
Notiospathius bicolor är en stekelart som beskrevs av Marsh 2002. Notiospathius bicolor ingår i släktet Notiospathius och familjen bracksteklar. Inga underarter finns listade i Catalogue of Life.